# Lisa von Bentheim
Lisa von Bentheim († 1329) war Äbtissin im Stift Freckenhorst.

## Leben

### Herkunft und Familie
Lisa von Bentheim wurde als Tochter des Grafen Egbert I. von Bentheim (Sohn des Otto von Bentheim-Tecklenburg) und seiner Gemahlin Hedwig von Oldenburg geboren und wuchs mit ihren elf Geschwistern – später allesamt in Kirchenämtern tätig – in einer uralten Adelsfamilie auf. Ihre Schwester Oda war Äbtissin im Stift Metelen und ihre Tante Gertrudis Äbtissin in Nottuln.

### Werdegang und Wirken
Als Äbtissin der Freckenhorster Abtei und Nachfolgerin der Lisa von Isenburg ist Lisa am 7. Juli 1324 erstmals in einer Urkunde belegt, als es um die Beilegung eines Streits mit dem Kloster Kentrop ging. Sie blieb bis 1327 in ihrem Amt; Katharina von Frankenstein folgte ihr zwei Jahre später als Äbtissin.